# Владимир Вујић
Владимир Вујић (Београд, 1886 – Рио де Жанеиро, 1951) био је српски публициста, професор, преводилац и критичар.

## Биографија
Рано је остао без оца и одгајао га је стриц. Као војник српске краљевске војске прешао је Албанију, током чега је на леђима пренео једног саборца.
Радио је као суплент гимназије у Скопљу те гимназијски професор у Сремским Карловцима и Београду.
Помогао је Михаилу Петровићу Аласу у изради феноменолошке теорије пресликавања.
За време Другог светског рата био је начелник Министарства просвете и вера у Недићевој управи, а потом врховни инспектор Националне службе за обнову Србије. Избегао је из Србије 1944. године, боравио је у избегличким логорима у Форлију и Еболији, где је држао предавања. Касније је био у логору у Немачкој, одакле емигрира у Бразил, где је преминуо.
Коаутор је виталистичко-прагматистичког манифеста Нови хуманизам (са Првошем Сланкаменцем) и аутор Спутане и ослобођене мисли.
Учинио је први избор дела филозога и свог учитеља Божидара Кнежевића, за који је такође написао предговор. Објавио је неколико стотина чланака, студија, огледа, критика и других публикација за време живота, као и две књиге. Превео је Шпенглерову Пропаст Запада.
Сарађивао је са часописима: Српски књижевни гласник, Летопис Матице српске, Идеје, Светосавље, Жички благовесник, Правда, Време, Политика, Народна одбрана.
У свом тексту објављеном у листу Православље, први је изнео идеју да су српску културу одредила два бекства: принца Растка Немањића у манастир и просветитеља Доситеја Обрадовића из манастира.
Био је истакнути критичар европоцентризма и западног империјализма.

## Дела
Књиге
- Спутана и ослобођена мисао

Превод
- Шпенглер - Пропаст Запада